# Barão de Entre-Rios

Armas dos barões de Entre-Rios.

Barão de Entre-Rios é um título nobiliárquico criado por D. Pedro II do Brasil por decreto de 15 de fevereiro de 1852, a favor de Antônio Barroso Pereira Filho.
Titulares
1. Antônio Barroso Pereira Filho (1792—1862) – 1.º visconde de Entre-Rios;
2. Antônio Barroso Pereira Neto (ca. 1820—1906) - filho do anterior, 2.º visconde de Entre-Rios.